# شكركش محلة (أملش الشمالي)
شکرکش محلة (بالفارسية: شکرکش محله) هي قرية تقع في إيران في قسم أملش الشمالی الريفي. يقدر عدد سكانها بـ 73 نسمة بحسب إحصاء 2016.